# Dominique van Vliet
Dominique van Vliet (Reeuwijk, 5 september 1968) is een Nederlandse actrice, presentatrice en uitvaartondernemer.

## Loopbaan
Van Vliet heeft de mavo en havo gedaan. Daarnaast heeft zij verschillende cursussen gevolgd, zoals bij de Kleinkunstacademie in Amsterdam en Studio Herman Teirlinck in Antwerpen.
In het theater heeft Van Vliet in vele toneelstukken gespeeld, zoals De kleine zeemeermin en La Dolce Vita. Daarnaast is ze ook op tv te zien geweest. Ze deed de presentatie en redactie van Emma TV en was een van de acteurs in het candid-programma Boobytrap. Haar grote doorbraak was de rol van Ellen Evenhuis in de soap Onderweg naar morgen. In 2005 verliet ze deze serie, samen met Dennis Overeem, die haar televisieman, Bram de Boei, speelde. 
Sinds 2003 vertolkt Van Vliet de rol van "mem" (moeder) Klinkhamer in De Kameleon-franchise; zo speelde ze deze rol in de bioscoopfilms De schippers van de Kameleon (2003), Kameleon 2 (2005) en De Kameleon aan de ketting (2021) en in de televisieserie De Kameleon (2018).
In het seizoen 2002/2003 was Van Vliet een van de presentatrices van het Net5-programma Beauty & Zo. In het seizoen 2004/2005 was ze vijf shows per week te zien in de musical Mamma Mia! als Tanja. Eind 2006/begin 2007 presenteerde ze regelmatig het ochtendprogramma Tijd voor Tien op de zender Tien.  In het seizoen 2008/2009 was ze te zien in de theaterkomedie Boeing Boeing naast o.a. Jon van Eerd, Lone van Roosendaal en Wilbert Gieske.

## Privéleven
Van Vliet heeft een relatie met Pim Vosmaer, een van de regisseurs van Onderweg naar morgen, die in de beginjaren van deze soap de rol van rechercheur Bob Simons speelde. In januari 2006 kreeg Van Vliet een tweeling, een zoon en dochter. Verder is ze ambassadeur voor ChildsLife.
Sinds 2011 is Van Vliet met een eigen onderneming actief als uitvaartbegeleider.

## Filmografie

### Film
- 2003: De schippers van de Kameleon, als Mem Klinkhamer
- 2005: Kameleon 2, als Mem Klinkhamer
- 2010: Snuf en het spookslot, als Jeltje Verhoef
- 2010: Snuf en de IJsvogel, als Jeltje Verhoef
- 2013: Boeing Boeing!, als stewardess Janet
- 2021: De Kameleon aan de ketting, als Mem Klinkhamer

### Televisie
- 1995-2008: Onderweg naar Morgen, als Ellen Evenhuis
- 2004: Kees & Co, als zichzelf
- 2012: Verborgen Verhalen, als moeder van Aram
- 2018: De Kameleon, als Mem Klinkhamer
- 2024: De Ring, als uitvaartbegeleidster